# كتب آيس
كتب آيس (بالإنجليزية: Ace Books)‏ هي دار نشر لكتب الخيال علمي والفنتازيا تأسست في مدينة نيويورك عام 1952 على يد أ. أ. وين.

## وصلات خارجية
- Ace Image Library. Contains images of most covers for the doubles in all genres, as well as many of the single titles.
- History on the بنغون غروب website